# Одіна (Цілинний округ)
О́діна (рос. Одина) — присілок у складі Цілинного округу Курганської області, Росія.
Населення — 27 осіб (2010, 36 у 2002).
Національний склад станом на 2002 рік:
- росіяни — 94 %